# خط زمني للحوسبة

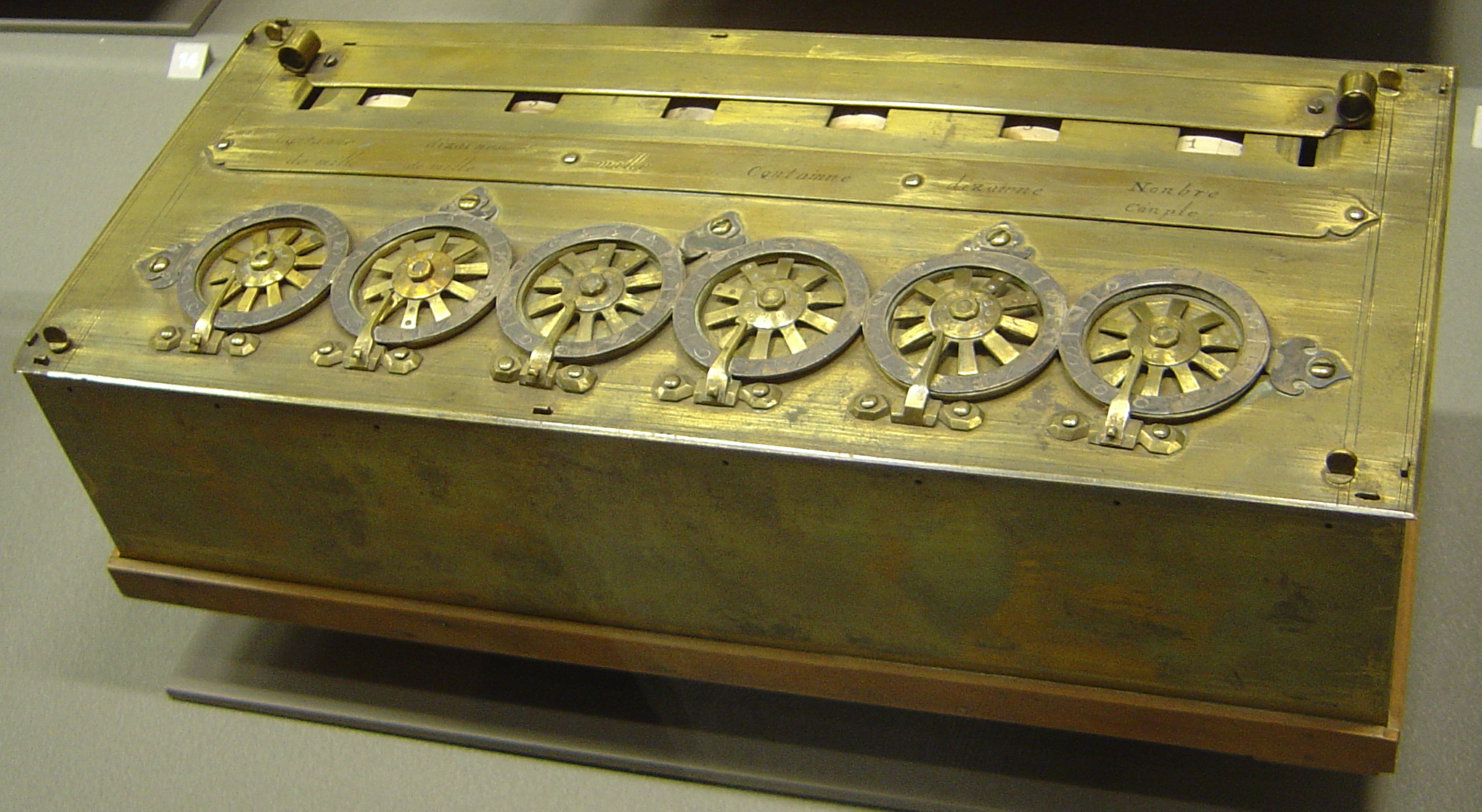

(بالإنجليزية: Timeline of computing)‏ خط زمني للحوسبة (تاريخ زمني) ويعرض الأحداث التاريخية للحوسبة منظمه بالعام (السنة) ومجمعة في ستة مجالات وموضوعات معروفة وهي أولا التوقعات والمفاهيم، وثانيا أول استخدام والاختراعات، وثالثا أنظمة المعدات والمعالجات ورابعا أنظمة التشغيل، وخامسا لغات البرمجة، وسادسا مجالات التطبيق الجديدة. وترد جداول زمنية أكثر تفصيلا في نهاية المقال.

## وصلات خارجية
- التاريخ الزمني للحوسبة